# Hieracium arnsidense
Hieracium arnsidense es una especie de planta con flor del género Hieracium, de la familia Asteraceae, orden Asterales.

## Distribución
Hieracium arnsidense se distribuye por Gran Bretaña.

## Taxonomía
Fue descrita científicamente por Mc Cosh. Fue publicada en New J. Bot. 5: 119 (2015).